# Хмара, Мирослав
Мирослав Мариан Хмара, пол. Mirosław Marian Chmara (9 мая 1964 г.; г. Быдгощ, Польша) — польский легкоатлет, прыгун с шестом. В 23 года Мирослав Хмара установил рекорд по прыжкам с шестом в Польше. В июне 1988 года в Вильнев-д’Аске его рекордный прыжок составил 5,90 м. В августе 2011 года в Щецине рекорд, установленный Мирославом Хмарой, был побит Павлом Войцеховским, прыгнувшим 5,91 м.
В настоящее время женат на Маргарет, и имеет дочь Патрицию, проживает в городе Быдгоще.
Родители — Мариан Виктор (отец) и Ванда Мария (мать).
Тренер-воспитанник Роман Дакиневич.
Его двоюродный брат — бывший десятиборец, Себастьян Хмара.

## Достижения
| Год  | Соревнование     | Место | Место проведения  |
| ---- | ---------------- | ----- | ----------------- |
| 1986 | Чемпионат Европы | 4-е   | Мадрид, Испания   |
| 1988 | Чемпионат Европы | 4-е   | Будапешт, Венгрия |
|      | Олимпийские игры | NM    | Сеул, Южная Корея |
| 1989 | Чемпионат мира   | 4-е   | Будапешт, Венгрия |
|      | Чемпионат Европы | 3-е   | Гаага, Нидерланды |
| 1991 | Чемпионат мира   | 10-е  | Севилья, Испания  |